# 청년학파
청년학파(프랑스어: Jeune École 주네 에콜[*])는 19세기에 제창된 해군전략 사상이다. 대규모 전함 함대에 맞서기 위해 강력한 무장을 한 소형 선박을 사용하는 것과 다른 나라의 무역을 차단하는 통상파괴가 특징이다. 이 사상은 프랑스 해군 이론가에 의해 고안되었다. 프랑스는 당시 세계 2위의 해군을 가지고 있었지만, 세계 최대의 해군력을 보유한 영국 해군에 대항할 수단을 궁리하고 있었다.

## 개요
1820년대에 앙리 조세프 펙상(Henri-Joseph Paixhans)은 작렬탄을 발사할 수 있는 함포인 벡상포를 개발했다. 그는 이 강력한 포를 다수의 소형 증기 군함에 탑재함으로써 더 큰 전열함을 파괴할 수 있다고 생각했다. 미국 남북 전쟁에서 남군의 ‘사략선 알라바마’(CSS Alabama)의 활약은 통상파괴의 효과를 나타낸 것이었다.
청년학파의 선조라고도 말할 수 있는 프랑스 해군의 루이 앙뜨와느 뤼실 그리벨 대령(Louis-Antoine-Richild Grivel 1827년 – 1883년)은 1869년에 출판된 책에서 “신병기의 개발과 통상파괴가 대 영국의 전략에 유효하다”고 발표했다. 이 사상은 이후 청년학파의 지도자적 입장이 된 테오필 오브 제독에게 이어졌다. 오브는 전쟁의 목적은 ‘적에게 최대한의 고통을 주는 것’이며 ‘적의 함대를 격멸하는 것은 중요하지 않다’고 주장했다. 이러한 입장은 기존의 생각과 전혀 달랐기 때문에 그의 일파는 ‘주네 에콜’(청년학파)이라고 불리게 된 것이다.
이미 어뢰나 외장 어뢰정은 실현되고 있었으며, 자주식 어뢰를 발명하여 이론은 더 정교하게 다듬어졌다. 오브 제독은 1882년 《해군 전쟁과 프랑스의 군항》(La guerre maritime et les ports militaires de la France)이라는 제목의 38 페이지의 분량의 책자를 발간했다. 여기에서 그는 “새로운 기술의 개발, 예를 들어 어뢰를 이용하여 적의 해상 봉쇄를 해제할 수 있다. 따라서, 해안선을 보호하기 위해서는 전함을 만드는 것보다 더 많은 어뢰정, 연안경비함, 충각함 등의 작은 함정이 있어야 한다. 공격에 관해서는 순양함을 이용한 통상파괴를 실시해야 하며, 어떤 경우에도 고속의 함정이 필요하다”고 주장했다. 1883년에서 1885년까지 벌어진 청불 전쟁에서 프랑스 해군의 승리는 기존 해군에 대한 어뢰정의 가능성을 실증한 것으로 생각되었다.
곧 청년학파는 정치인과 언론도 말려들며 논란을 불러왔다. 1886년 1월 7일에 오브는 해군 장관에 임명되었지만, 이것은 오브의 사상을 인정한 것이라기 보다는 정치적 판단에 의한 것이었다. 해군장관이 된 오브는 재빠르게 그의 사상의 실현하려 했다. 1861년 2월에는 쉘부르에서 지브롤터 해협을 돌아서 툴롱까지 어뢰정을 항해시켰는데, 길이 33m 정도의 어뢰정으로 공해를 항해하는 것은 어려웠다. 같은 해 5월과 6월에는 8척의 전함으로 이루어진 공격측을 20척 남짓의 어뢰정(순양함 3척과 해방전함 1척이 지원)으로 저지하는 연습을 했다. 공격측은 툴롱을 함포 사격하는 데는 성공했지만, 대부분이 격침 판정을 받았다. 이로 인해 대형함에 의한 근접 봉쇄가 불가능하다는 것이 입증되었다. 같은 해 12월, 오브는 다음과 같이 전략을 변경했다.
- 1) 전함은 모두 툴롱에 배치하고, 지중해에서는 이탈리아 해군에 공세
- 2) 해협에서 철저한 수세를 고수
- 3) 대서양에서는 통상파괴를 실시한다.

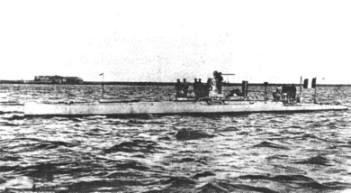
1900년 프랑스 잠수함 나르발(Narval)

프랑스는 또한 잠수함의 개발에도 적극적이었다. 이것 또한 영국 해군 전함에 대한 숫적 열세를 기술 개발로 대항하려는 것이었다. 프랑스는 또한 잠수함의 개발에도 열심이었다. 이것 또한 영국 해군 전함에 비해 수적인 열세를 기술 개발로 대항하려는 것이었다. 해군 장관 취임 후 3개월 만에 오브는 최초의 전지 추진 잠수함인 짐 노트의 건조를 승인했다. 20세기 초까지 프랑스 해군은 ‘의심할 여지없이 실용적인 잠수함 전력을 가진 최초의 해군’이 되었다.
또한, 어뢰정에서 대형 선박을 보호하기 위해 ‘어뢰정 구축함’을 고안하다가, 이내 어뢰정 구축함 자체가 어뢰를 장착한 ‘구축함’이 탄생했다. 그 최초의 사례가 스페인 해군의 디스트럭터(Destructor)였다. 구축함은 어느 정도의 원양 항해 능력을 가지고 있으며, 외양에서도 어뢰 공격이 가능하게 되었다.
19세기 말까지 프랑스 해군은 이 전투 시스템의 가장 강력한 지지자였다. 1898년 파쇼다 사건에서 청년학파에 근거한 프랑스 해군은 무기력함을 드러냈고, 따라서 1900년에는 새로운 전함의 건조를 포함한 기존의 함대 건설을 인정받았다. 그러나 1902년 카미유 뻬르땅(Camille Pelletan)이 해군 장관에 취임하면서 카미유 뻬르땅이 건조와 설계에 참여한 일본 제국 해군과 함정이 청일 전쟁에서 활약한 것이나, 전함 보빗을 기뢰로 유실한 것 등을 근거로 다시 청년학파가 부활했다. 이 사상을 버릴 수 있게 된 것은 러일 전쟁에서 전함의 유용성이 확인된 훨씬 이후의 일이었지만, 결과적으로 프랑스 해군은 전함 수에 있어서 독일보다 뒤떨어져 제1차 세계 대전에서도 대부분 활약하지 못했다.

## 통상파괴

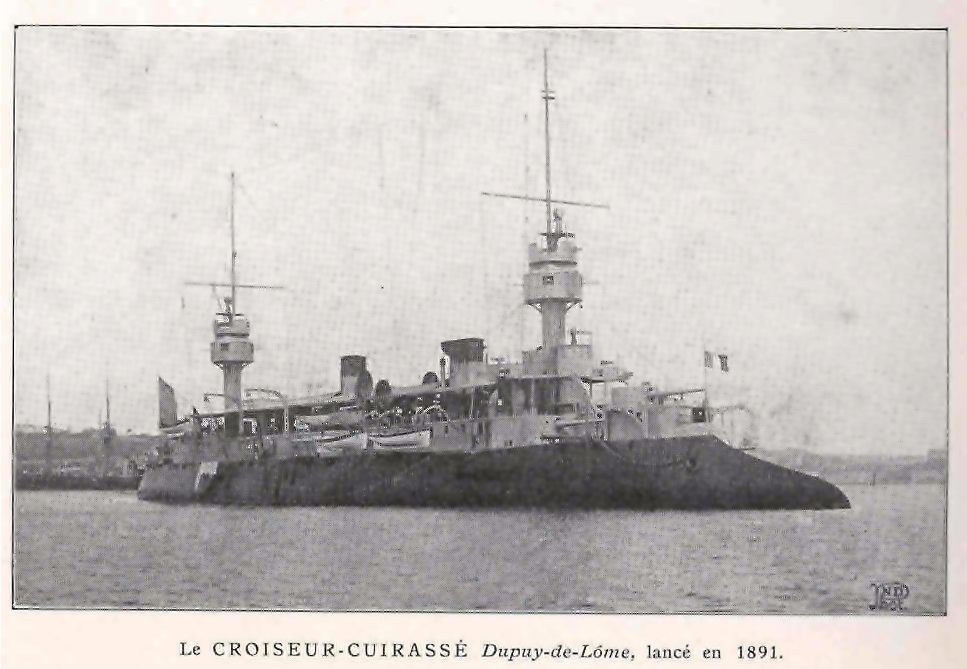
초기형 프랑스의 장갑순양함인 듀푸이 드 롬므

청년학파의 다른 구성 요소는 적의 통상과 경제를 축소시키기 위해 일반 상선을 공격하는 통상파괴였으며, 이 또한 영국에 대항할 전술로 간주되었다.
듀푸이 드 롬므(Dupuy de Lôme) 같은 강습함은 이러한 목적으로 설계되었다. 장갑순양함인 듀푸이 드 롬므는 1888년에 착공되었고, 통상 파괴를 진행하는 동안 23노트의 속력으로 적 상선을 강습하도록 설계된 것이었다.

## 영향
청년학파는 아군 전함 전력이 약화된 경우의 대응책으로서 19세기 약소국 해군의 발전에 많은 영향을 주었다. 일본 제국 해군은 루이 에밀 베르탕의 영향으로 청년학파에 따라 정비된 함대로 청일 전쟁에서 승리를 거두었다.